# Meuricoffre
I Meuricoffre furono una famiglia svizzera di banchieri. 

## Storia
Inizialmente commercianti di seta a Lione, uno dei capostipiti della famiglia decise di cambiare il proprio cognome da Mörikhofer a Meuricoffre. In quel tempo Napoli era il centro principale  dello smercio di seta, per cui la famiglia nel 1760 scelse di aprire un'attività in quella città mandandovi il giovane Frederic-Robert. In seguito altri rappresentanti del casato si trasferirono a Napoli dove i Meuricoffre acquisirono sempre maggiore importanza tanto che in una loro dimora vi soggiornò perfino Mozart. Però è solo con Achille Meuricoffre che la famiglia intraprende l'attività bancaria e il loro istituto diventerà più tardi uno dei principali di Napoli, soprattutto sotto la guida dei suoi figli Oscar e Tell. 
Tuttavia nel 1904 la banca si trovò sull'orlo del fallimento e, a quel punto, la famiglia decise di vendere. Ad acquistarla fu il Credito Italiano che nel luglio del1905 apre una filiale gestita da John Meuricoffre fino alla sua morte.